# Kroksjön (Skepplanda socken, Västergötland)
Kroksjön är en sjö i Skepplanda socken i Ale kommun i Västergötland och ingår i Göta älvs huvudavrinningsområde. Kroksjön ligger i vildmarksområdet Risveden.